# Strukturni analog
U hemiji, strukturni analog, takođe poznat kao hemijski analog ili jednostavno analog, je jedinjenje koje ima sličnu strukturu sa nekim drugim jedinjenjem, ali se razlikuje od njega u pogledu pojedinih komponenti. Ono se može razlikovati u jednom ili više atoma, funkcionalnih grupa, ili podstruktura, koji su zamenjeni sa drugim atomima, grupama, podstrukturama. Strukturni analog se može smatrati da je formiran, bar teorijski, od drugog jedinjenja.
Uprkos visoke hemijske sličnosti, strukturni analozi ne moraju da budu funkcijski analozi i mogu da imaju veoma različita fizička, hemijska, biohemijska, ili farmakološka svojstva.
U razvoju lekova velike serije strukturnih analoga početnog vodećeg jedinjenja se kreiraju i testiraju kao deo studija odnosa strukture i aktivnosti (SAR).

## Literatura
- Ganellin, C. R.; Janos Fischer (2006). Analogue-based Drug Discovery. Weinheim: Wiley-VCH.